# جائزة نوبل للسلام 2018
مُنحت جائزة نوبل للسلام 2018 لدينيس موكويغي ونادية مراد وذلك تقديرًا لجهودها في إنهاء استخدام العنف الجنسي كسلاح في الحرب والصراعات المسلحة. أُعلنَ عن الفائزين من قِبلِ اللّجنة النرويجية في 5 تشرين الأول/أكتوبر 2018 في مدينة أوسلو بالنرويج.
صادفَ الإعلان عن الجائزة مرورَ عقد من الزمان منذُ أن تبنى مجلس الأمن القرار 1820 (عام 2008) والذي قرر بموجبهِ أن استخدام العنف الجنسي كسلاح في الحرب والصراعات المسلحة هو جريمة حرب تُشكل تهديدًا للسلام والأمن الدوليين وهوَ نفسُ القانون المُعتمد في نظام روما الأساسي الذي تعملُ بهِ المحكمة الجنائية الدولية وينصّ النظام الأساسي على أن العنف الجنسي في الحروب والنزاعات المسلحة هو انتهاك خطير للقانون الدولي كما أنّ المجتمع لن يفلحَ في الوصول للسلمِ العالمي إلا إذا اعترفَ الكل بحقوق المرأة والإنسان في الحرب.

## الإعلان
دينيس موكويغي هو طبيب نسائي متخصص في علاج النساء ضحايا العنف الجنسي في جمهورية الكونغو الديمقراطية أمّا نادية مراد فهي سيّدة ايزيدية تُدافع عن حقوق الإنسان الذين نجوا من العبودية الجنسية على يدِ دولة العراق الإسلامية. لقد ساعدَ كل واحدٌ منهما بطريقتهِ الخاصّة في مكافحة ومحاربة العنف الجنسي خلال فترة الحروب كما عملَ الطرفان على ضمانِ مُحاسبة الجناة عمّا قاموا به.
انتشرت بعضُ الشائعات التي ذكرت أنّ لجنة نوبل قد تأثرت بحركة أنا أيضًا ولهذا مُنحت الجائزة في مجال يتعلقُ بالدرجة الأولى بالنساء لكنّ اللجنة ردّت بالقول: «لا يُمكن طبعًا الربطُ بينَ جرائم الحرب وبين حركة أنا أيضًا لكنّ المفهومين يهدفان لتمكينِ المرأة من كافّة حقوقها.» بعدَ إعلانِ فوزِ موكويغي؛ صرّح هذا الأخير قائلًا: «أستطيعُ أن أرى السعادة في وجوه كثير من النساء وكيفَ كنّ سعداء خلالَ الاعتراف بحقوقهنّ ... لقد كانت لحظة مؤثرة فعلًا ولم أعلم بخبر تتويجي بالجائزة إلّا في الأخبار.» كما تابع: «أنا على أمل أنّ هذه الجائزة سوف تُساعد بطريقة غير مباشرة على تحقيق العدالة للنّساء اللاتي عانينَ من العنف الجنسي.»
في المُقابل؛ كانت ناديا مراد فِي كامبريدج حينما أُعلن عن تتويجها بالجائزة وقد علّقت على ذلكَ بالقول: «أرغبُ في تقاسمِ هذه الجائزة معَ كلّ الأيزيديين العراقيين والأكراد وغيرهم من الأقليات المضطهدة وكل ضحايا العنف الجنسي في جميع أنحاء العالم ... كما لن أنسى والدتي التي قُتلت على يدِ مسلحين.»
جديرٌ بالذكرِ هنا أنّ لجنة نوبل كانت قد نظرت في 331 ترشيحًا منافسًا على الجائزة بما في ذلك 216 فردًا و115 منظمة وتُعدّ هذه النسخة ثاني أعلى نسخة من حيثُ عدد المتنافسينَ على الجائزة بعدَ نسخة عام 2016 والتي نافسَ فيها 376 مرشحًا. شملت قائمة الترشيحات بعضُ الشخصيات التي أثارت جدلًا كبيرًا على غرار زعيم كوريا الشمالية كيم جونغ أون ورئيس كوريا الجنوبية مون جاي إن إلى جانبٍ رئيس الولايات المتحدة دونالد ترامب وذلكَ لدورهم في تحسينِ العلاقات بينَ كوريا الشمالية وكوريا الجنوبية، كما ضمّت القائمة منظمات أخرى على غِرار برنامج الأغذية العالمي الذي يعملُ على مكافحة الجوع وتعزيز الأمن الغذائي وأطباء بلا حدود ولجنة الإنقاذ الدولية للعمل الإنساني الذي يقومانِ به في حل أزمة الهجرة في منطقة البحر الأبيض المتوسط وبخاصّة في ليبيا إلى جانبِ مبادرة الشفافية في الصناعات الاستخراجية التي تهدفُ لمكافحة الفساد وتُشجع على الشفافية فضلًا عن منظمة مراسلون بلا حدود التي سلّطت الضوء على الظلم الذي يتعرضُ لهُ الصحفيين الذين يغطون النزاعات والحروب.

## ردود الفعل
توالت ردود الفعل مباشرة بعدَ الإعلان عن الفائزين؛ وعلّق المدير التنفيذي لمنظمّة هيومن رايتس ووتش السيّد كينيث روث واصفًا هذا التتويج «بالأمرِ الذي طال انتظاره من لجنة نوبل» فيما وصفَ أمين عام المجلس النرويجي للاجئين يان إيغلاند بأنّ هذه «أفضل جائزة نوبل تُمنح لمن استحقها منذُ وقت طويل» فيما أعربت حكومة العراق عن احترامها للجنة عقبَ اختيارِ مراد. ونفس الأمر فعلتهُ النائبة في البرلمان العراقي فيان دخيل التي نشرت بيانًا ذكرت فيه: «مراد أثبتت للعالم كله أن إرادة الحياة والسلام فوق همجية الأفكار المتشددة والإرهاب.» في حينَ نشر الرئيس العراقي برهم صالح تغريدة لهُ عبر موقع التدوين المُصغّر تويتر وجاءَ فيها: «تتويجُ نادية يعكس اعتراف العالم بمأساة اليزيديين وكل ضحايا الإرهاب في العراق.» من جهتها نشرت منظمة يزدا بيانًا قالت فيه: «نأمل أن هذا الاعتراف سوف سيُساعد في تحقيق العدل والسلام والتعايش.»
صدرت تصريحات عديدة من منظمة الأمم المتحدة هي الأخرى؛ حيثُ جاء على لسان أمينها العام أنطونيو غوتيريس: «من خلال تكريم هؤلاء المدافعين عن كرامة الإنسان فإنّ هذه الجائزة تَعترفُ أيضًا بعدد لا يحصى من الضحايا في جميع أنحاء العالم الذين قد يشعرون بأنهم منسيون ... دعونا نكرم هؤلاء الحائزين على جائزة نوبل من خلال الوقوف إلى جانبِ ضحايا العنف الجنسي في كل مكان.» فيما قال ميشيل باشيليت: «حينما أقولُ ناديا مراد فأنا أقصدُ جميع المدافعين عن حقوق الإنسان ... نحن نحييك نادية ومعجبينَ بكِ وبما حاربت لأجلهِ بالرغمِ من كل المعاناة التي عانيتها ... نحنُ بحاجة للمزيد من الأشخاص الذين يُدافعونَ من أجلِ حقوق المرأة ومن أجل العدالة وحقوق الأقليات.» كما أشادَ كل من رئيس المجلس الأوروبي دونالد تاسك والمتحدثة باسمِ المفوضية الأوروبية ناتاشا بيرتود وكذَا الأمين العام لحلف شمال الاطلسي ينس ستولتنبرغ ومستشارة ألمانيا أنجيلا ميركل بنادية ودينيس وبما قاما به في سبيل حقوق المرأة.

## لجنة نوبل
تضمّ اللجنة النرويجية لجائزة نوبل نُسخة 2018 والتي قرّرت منح هذه الجائزة لدينس ونادية كل من:
- بيريت ريس-أندرسن (مواليد 1954) هو محامي ورئيس رئيس نقابة المحامين النرويجيّة كما شغل في وقتٍ لاحق منصبَ وزير العدل عن حزب العمال. هو عضو في لجنة نوبل النرويجية منذ عام 2012 وقد تمّ إعادة تعيينه للفترة المُمتدة من 2018 حتى 2023.
- هنريك سييس (نائب رئيس اللجنة؛ من مواليد عام 1966) هو أستاذ باحث في معهد أبحاث السلام في أوسلو وعضو اللجنة منذ عام 2015 حيثُ عُين للفترة 2015 - 2020
- توربيورن ياغلاند (مواليد عام 1950)؛ هو عضو سابق في البرلمان النرويجي وشغلَ في وقتٍ ما رئيس البرلمان نفسه كما كانَ رئيس الوزراء السابق عن حزب العمال وهوَ الأمين العام الحالي لمجلس أوروبا. شغلَ منصبَ عضو في اللجنة من 2009 حتى 2015 وتمّ إعادة اختيارهِ للفترة المُمتدة من 2015 حتى 2020.
- آن أنجر (مواليد عام 1949)؛ هو الزعيمُ السابق لحزب الوسط ووزير الثقافة. عُيّن كعضو في اللجنة من 2018 حتى 2020.
- أسلي توجي (مواليد عام 1974)؛ هي باحثة في السياسة الخارجية الباحث وقد عُينت كعضو في اللجنة من 2018 حتى 2023.

## حفل توزيع الجوائز
منذ عام 1990؛ تُمنحُ جائزة نوبل للسلام كل عام في العاشر من كانون الأول/ديسمبر وذلك في ذكرى وفاة ألفريد نوبل. يُقام حفل توزيع الجوائز في قاعة كبيرة مدينة أوسلو وذلكَ في حضور ملك النرويج والعائلة المالكة. في نسخة عام 2018؛ قررت اللجنة منحَ جائزتها للذين قاموا بجهود كبيرة في مكافحة العنف الجنسي كسلاح في الحروب كما احتُفلَ في هذا اليوم بذكرى الإعلان العالمي لحقوق الإنسان.
خلالَ الحفل؛ ألقت نادية مراد محاضرةً تصفُ فيها محنة الطائفة اليزيدية من مُنطلق تجربتها الخاصة وفيها قالت: «نأملُ أن يكونَ اليوم بداية عصر جديد لتحديد خارطة طريق جديدة لحماية النساء والأطفال والأقليات بشكلٍ عام من الاضطهاد ... أدعو المجتمع الدولي إلى توحيد جهودهِ لمُحاربة الظلم والقهر ولنرفع صوتنا معا ونقول «لا للعنف نعم للسلام؛ لا للعبودية نعم الحرية؛ لا للتمييز العنصري نعم للمساواة».»
أمّا دينيس موكويغي فقد قال أنّه عاجزٌ عن وصفِ معاناة البشر وخاصة الأطفال والفتيات والنساء ثمّ تطرق لقضايا والاغتصاب والتشويه التي عملَ عليها في مُستشفاه منذُ حرب الكونغو الأولى وواصل: «تعرضت مئات الآلاف للاغتصاب وهناكَ 4 مليون من المشردين داخليا فيما قُتل 6 مليون آخرين ... فقط الكفاح ضد الإفلات من العقاب يُمكن أن يكسر دوامة العنف هذهِ.»